# Kenji Uematsu
Kenji Uematsu Treviño (ur. 28 października 1976) – hiszpański judoka. Olimpijczyk z Aten 2004, gdzie zajął piąte miejsce w wadze ekstralekkiej.
Uczestnik mistrzostw świata w 2003. Startował w Pucharze Świata w latach 1995, 1997–2004, 2007, 2008 i 2010. Zdobył dwa medale mistrzostw Europy w drużynie. Mistrz świata juniorów w 1996. Drugi na akademickich MŚ w 2000 roku.
Jego brat Kiyoshi Uematsu, również był judoką i olimpijczykiem z Sydney 2000, Aten 2004 i Londynu 2012.

## Letnie Igrzyska Olimpijskie 2004
| Konkurencja | Eliminacje               | Repasaże                 | Repasaże                  | Repasaże                  | Finały                             | Klas. końcowa |
| Konkurencja | Przeciwnik I             | Przeciwnik I             | Przeciwnik II             | Przeciwnik III            | o 3 miejsce                        | Miejsce       |
| ----------- | ------------------------ | ------------------------ | ------------------------- | ------------------------- | ---------------------------------- | ------------- |
| 60 kg       | Nestor Chergiani (GEO) P | Bazarbiek Donbaj (KAZ) Z | Jewgienij Staniew (RUS) Z | Rewazi Zindiridis (GRE) Z | Chaszbaataryn Cagaanbaatar (MGL) P | 5.            |